# Atelognathus nitoi
Atelognathus nitoi е вид жаба от семейство Ceratophryidae. Видът е уязвим и сериозно застрашен от изчезване.

## Разпространение
Разпространен е в Аржентина.

## Описание
Популацията на вида е стабилна.